# Kertasari (Ciamis)
Kertasari is een bestuurslaag in het regentschap Ciamis van de provincie West-Java, Indonesië. Kertasari telt 10.918 inwoners (volkstelling 2010).